# 伊海里爾
25°24′43″N 8°24′47″E / 25.41194°N 8.41306°E

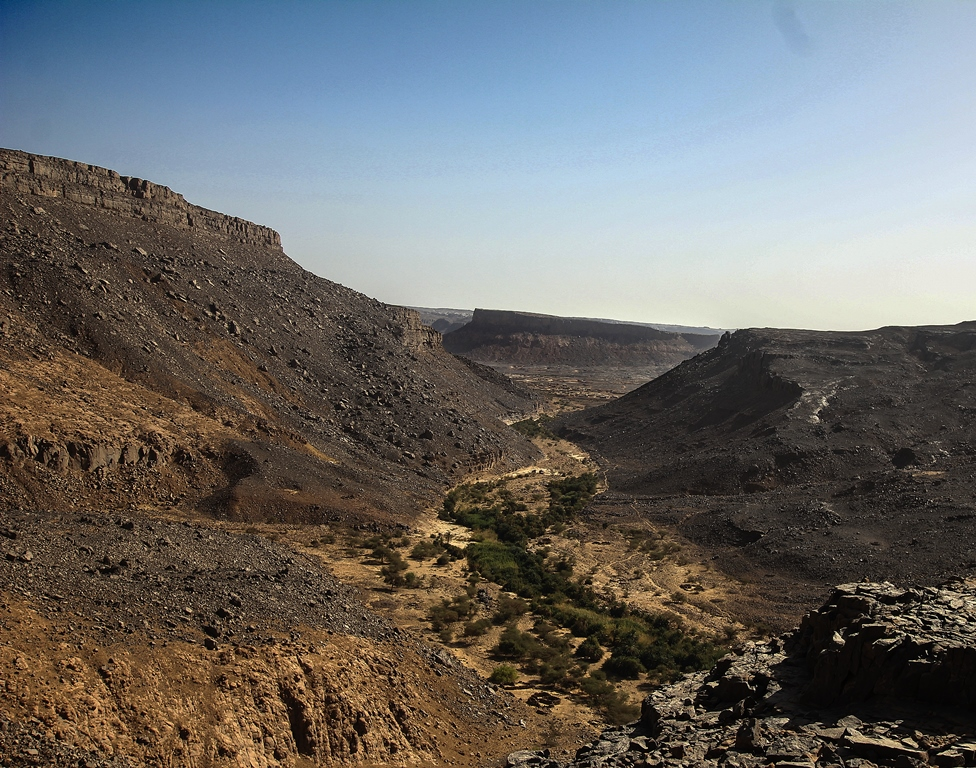
伊海里爾的山谷

伊海里爾（阿拉伯语：‎），是阿爾及利亞的城鎮，位於該國東南部伊利濟省，由賈奈特區負責管轄，海拔高度1,070米，受沙漠氣候影響，每年平均降雨量24毫米。